# Issiaka Koudize
Issiaka Koudize (3 gennaio 1987) è un ex calciatore nigerino, di ruolo difensore.

## Carriera

### Club
Dopo aver giocato per alcuni anni nella massima serie del suo Paese, dal 2013 milita nel club camerunese del Cotonsport Garoua, con cui ha giocato 7 partite nella CAF Champions League 2013 ed ha vinto un campionato nel 2013.

### Nazionale
Fa parte della Nazionale del suo Paese dal 2010; ha preso parte alla Coppa d'Africa 2012, nella quale ha giocato nella partita persa per 2-0 contro il Gabon. Viene selezionato per partecipare anche alla Coppa d'Africa 2013, in cui gioca da titolare nella partita persa per 1-0 contro il Mali il 20 gennaio 2013.

## Palmarès

### Club

#### Competizioni nazionali
- Campionato camerunese: 3

Cotonsport Garoua: 2013, 2014, 2015